# Campeonato Europeo de Rugby League 1946/47
El Campeonato Europeo de Rugby League de 1946/47 fue la séptima edición del principal torneo europeo de Rugby League.

## Equipos
- Francia
- Gales
- Inglaterra

## Posiciones
| Equipo     | Encuentros | Encuentros | Encuentros | Encuentros | Tantos  | Tantos    | Tantos     | Puntos |
| Equipo     | jugados    | ganados    | empatados  | perdidos   | a favor | en contra | diferencia | Puntos |
| ---------- | ---------- | ---------- | ---------- | ---------- | ------- | --------- | ---------- | ------ |
| Inglaterra | 4          | 3          | 0          | 1          | 37      | 20        | +17        | 6      |
| Gales      | 4          | 2          | 0          | 2          | 40      | 58        | -18        | 4      |
| Francia    | 4          | 1          | 0          | 3          | 31      | 30        | +1         | 2      |

Nota: Se otorgan 2 puntos al equipo que gane un partido, 1 al que empate y 0 al que pierda.
|  | Campeón |

## Resultados
| 12 de octubre de 1946 | Inglaterra | 10 - 13 | Gales |  |  |

| 16 de noviembre de 1946 | Gales | 5 - 19 | Inglaterra |  |  |

| 8 de diciembre de 1946 | Francia | 0 - 3 | Inglaterra |  |  |

| 18 de enero de 1947 | Francia | 14 - 5 | Gales |  |  |

| 12 de abril de 1947 | Gales | 17 - 15 | Francia |  |  |

| 17 de mayo de 1947 | Inglaterra | 5 - 2 | Francia |  |  |

| Bandera de Inglaterra |
| Campeón Inglaterra    |
| Tercer título         |